# فريق فكتوريا للكريكت
فريق فكتوريا للكريكت (بالإنجليزية: Victoria cricket team)‏ هو نادي كريكت أسترالي تأسس في 1851 ، يقع مقره الرئيسي في ملبورن.